# Barkhausen (Bad Essen)
Barkhausen est un quartier de la commune de Bad Essen, dans le Land de Basse-Saxe.

## Géographie
Barkhausen se trouve à 6 km au sud-est du centre-ville de Bad Essen. Le village est sur le Wittekindsweg, qui traverse les Wiehengebirge. La Hunte traverse Barkhausen.

## Histoire
Barkhausen était une commune indépendante de l'arrondissement de Wittlage. Au cours de la réforme régionale en Basse-Saxe, qui a lieu le 1er juillet 1972, la commune de Barkhausen est intégrée à la commune de Bad Essen. Dans le même temps, l'arrondissement de Wittlage est dissous et intégré à l'arrondissement d'Osnabrück.

## Monuments
- Église Sainte-Catherine.
- Empreintes de pas de dinosaures.

## Personnalités
- Max Ballerstedt (1857-1945), paléotonlogue.
- Waldemar Becké (1878-1947), homme politique.
- Waltraut Nicolas (1897-1962), écrivain.
- Günter Knefelkamp (1927-2017), homme politique.

## Source, notes et références
- (de) Cet article est partiellement ou en totalité issu de l’article de Wikipédia en allemand intitulé « Barkhausen (Bad Essen) » (voir la liste des auteurs).

1. ↑  (de) Statistisches Bundesamt, Historisches Gemeindeverzeichnis für die Bundesrepublik Deutschland. Namens-, Grenz- und Schlüsselnummernänderungen bei Gemeinden, Kreisen und Regierungsbezirken vom 27.5.1970 bis 31.12.1982, 1983 (ISBN 3-17-003263-1)